# Vitalij Jarema
Vitalij Jarema, född 14 oktober 1963, är en ukrainsk politiker och 27 februari-19 juni 2012 tillförordnad vice premiärminister i Ukraina med ansvar för rättsväsendet och polisen. Han är tidigare polisbefäl från Kiev och arbetade som polischef i huvudstaden fram till 2010.